# Stazione di Ribellasca
La stazione di Ribellasca della Società Subalpina Imprese Ferroviarie (SSIF) è una fermata ferroviaria della ferrovia Domodossola-Locarno ("Vigezzina"). Sulla base dell'articolo 6 della Convenzione tra la Svizzera e l'Italia concernente una ferrovia elettrica a scartamento ridotto da Locarno a Domodossola del 12 novembre 1918 la fermata, detta «della Dogana», è deputata allo svolgimento delle operazioni doganali per ciò che attiene ai controlli alle persone (mentre quelli inerenti a merci e bestiame vanno svolti presso la stazione di Camedo). Per permettere lo svolgimento dei controlli (alle persone) in corso di viaggio deve essere messo a disposizione delle Autorità svizzere un locale all'interno della fermata, conformemente all'articolo 2 paragrafo 7 dell'Accordo tra la Svizzera e l'Italia relativo al controllo sui treni in corso di viaggio sulla tratta Ponte Ribellasca-Camedo del 15 dicembre 1975.

## Strutture e impianti
La fermata è dotata di un binario tronco posto sul lato del fabbricato viaggiatori.
La fermata è dotata di un segnale meccanico (manovra a cura degli utenti) per la richiesta della fermata dei treni.

## Movimento
La fermata era servita dai treni diretti della linea Domodossola—Locarno e viceversa nonché da un treno regionale Domodossola/Re-Locarno della SSIF.
Al 2024 la fermata non è servita da alcun treno.

## Servizi
Le banchine sono collegate da un attraversamento a raso.